# East Is West
East Is West è un film muto del 1922 diretto da Sidney Franklin. La sceneggiatura di Frances Marion si basa sull'omonimo lavoro teatrale di Samuel Shipman e John B. Hymer andato in scena in prima a Broadway il 25 dicembre 1918.

## Trama

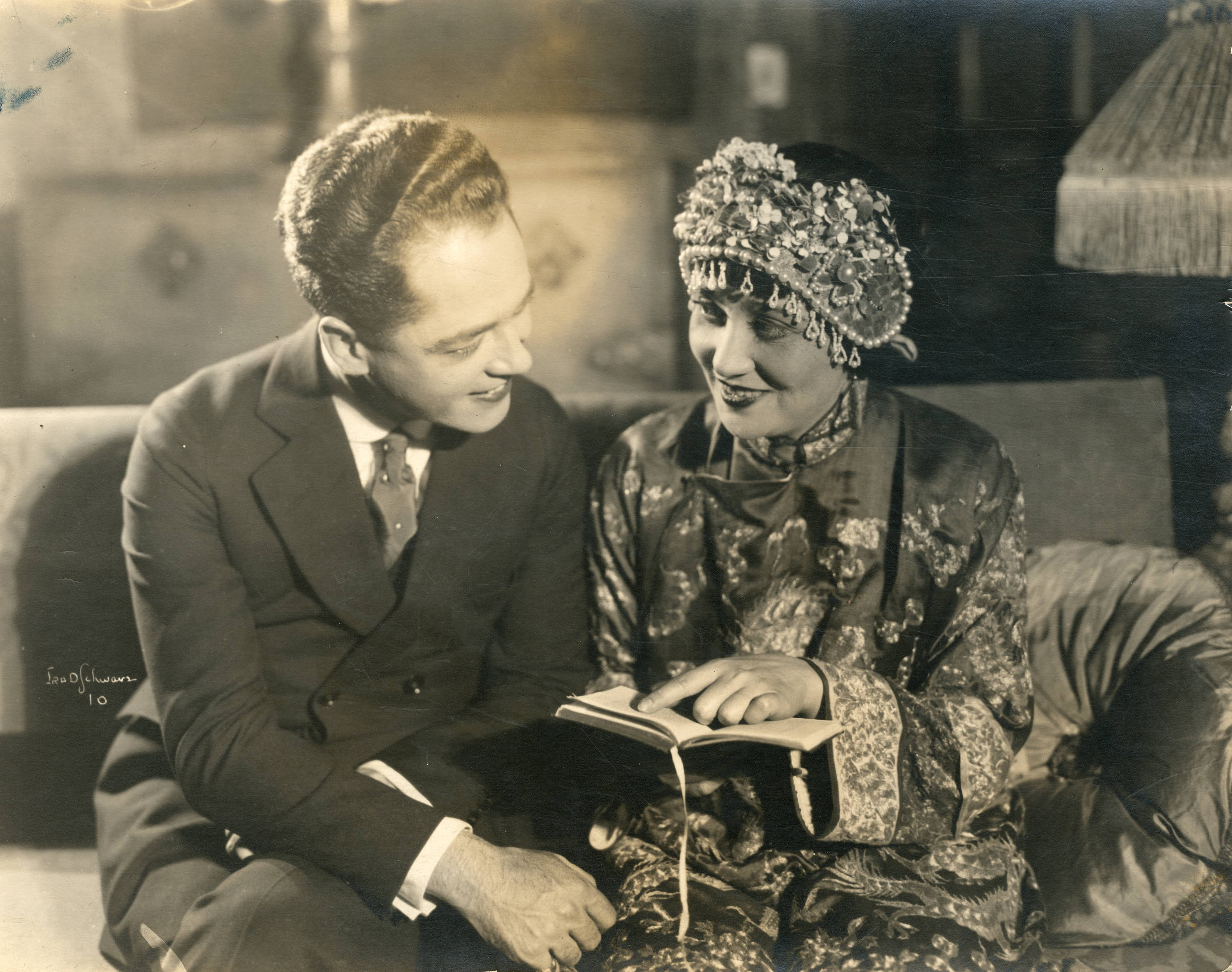
Edmund Burns e Constance Talmadge

Ming Toy, la maggiore tra i numerosi figli di Hop Toy, viene salvata da Billy Benson e mandata negli Stati Uniti sotto la protezione di Lo Sang Kee. Lì, la ragazza attira l'attenzione di Charley Yong, una potente figura di Chinatown, conosciuto da tutti come "Chop Suey King". L'uomo vorrebbe sposare Ming, ma lei lo rifiuta e viene salvata nuovamente da Billy che fugge con la ragazza, portandola a casa sua. Dopo che Billy le ha dichiarato il suo amore, Charley Yong acconsente alla loro unione quando viene rivelato che Ming Toy, da bambina, era stata rapita e che i suoi genitori erano americani.

## Produzione
Il film fu prodotto dalla Constance Talmadge Film Company. Le date di lavorazione vanno dal 16 maggio a metà luglio 1922 e venne girato negli United Studios che, più tardi, diventarono gli studi della Paramount.
Exhibitors Trade Review riportava che Stephen Goosson aveva usato 5.000 piedi di bambù per le grandiose scenografie del film che comprendevano anche la ricostruzione delle strade di Shangai.

## Distribuzione
Il copyright del film, richiesto da Joseph M. Schenck, fu registrato il 7 novembre 1922 con il numero LP18405.
Distribuito dalla Associated First National Pictures, il film uscì nelle sale statunitensi il 15 ottobre 1922 (o, secondo altre fonti, il 26 ottobre). In prima, venne presentato intorno al 15 ottobre a Cleveland, in Ohio, e a Des Moines, nell'Iowa.
Copia completa della pellicola si trova conservata negli archivi dell'EYE Film Institute Netherlands di Amsterdam.